# Serpocaulon loriceum
Serpocaulon loriceum är en stensöteväxtart som först beskrevs av Carolus Linnaeus, och fick sitt nu gällande namn av Alan Reid Smith. Serpocaulon loriceum ingår i släktet Serpocaulon och familjen Polypodiaceae. Inga underarter finns listade.